# Medalla por la Defensa de Sebastopol
La Medalla por la Defensa de Sebastopol (en ruso: Медаль «За оборону Севастополя») es una medalla de campaña de la Unión Soviética establecida el 22 de diciembre de 1942 por decreto del Presídium del Sóviet Supremo de la URSS para recompensar a los participantes en la defensa de la ciudad portuaria de Sebastopol contra las fuerzas armadas de la Alemania nazi. El estatuto de la medalla fue enmendado el 18 de julio de 1980 por decreto del Presídium del Sóviet Supremo de la Unión Soviética N.º 2523-X.
El 1 de mayo de 1945, Sebastopol recibió el título de “Ciudad Heroica” (las otras fueron Odesa, Leningrado, Moscú, Stalingrado, Kiev, la Fortaleza de Brest, Kerch, Novorossiysk, Minsk, Tula, Múrmansk y Smolensk).

## Reglamento
La medalla por la defensa de Sebastopol se otorgó a los todo participantes en la Defensa de Sebastopol - militares del Ejército Rojo, la Armada y las tropas de la NKVD, así como a los civiles que participaron directamente en la defensa. La defensa de Sebastopol duró 250 días, del 30 de octubre de 1941 al 4 de julio de 1942. La medalla no fue otorgada a los capturados durante y después de la caída de Sebastopol, incluidos los que no se pudieron evacuar.
La concesión de la medalla se hacía en nombre del Presídium del Sóviet Supremo de la URSS sobre la base de documentos que atestiguan la participación real en la defensa de Sebastopol emitidos por el comandante de la unidad, el jefe del establecimiento médico militar o por un provincial pertinente. o autoridad municipal. El personal militar en servicio recibió la medalla de su comandante de unidad, los jubilados del servicio militar recibieron la medalla de un comisionado militar regional, municipal o de distrito en la comunidad del destinatario, en el caso de los civiles, los participantes en la defensa de Sebastopol recibieron su medalla de Ayuntamientos de Diputados del Pueblo.
Las medallas por la defensa de Leningrado, por la defensa de Odesa, por la Defensa de Sebastopol y por la Defensa de Stalingrado, fueron los primeros premios soviéticos establecidos para ser usados en una montura pentagonal. Originalmente se suponía que debían usarse en el lado derecho del pecho. Sin embargo, por decreto del 19 de junio de 1943, que introdujo la montura pentagonal y otros premios usados anteriormente en otras formas de montura, se decidió llevar las distintas medallas por la defensa de las ciudades en el lado izquierdo del pecho, junto con otros premios. 
La Medalla se coloca en el lado izquierdo del pecho y en presencia de otras órdenes y medallas de la URSS, se ubica inmediatamente después de la Medalla por la Defensa de Odesa. Si se usa en presencia de órdenes o medallas de la Federación de Rusia, estas últimas tienen prioridad.

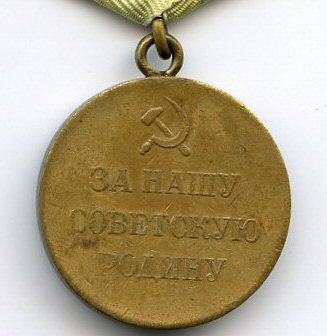
Reverso de la medalla

Cada medalla venía con un certificado de premio, este certificado se presentaba en forma de un pequeño folleto de cartón de 8 cm por 11 cm con el nombre del premio, los datos del destinatario y un sello oficial y una firma en el interior. Por decreto del 5 de febrero de 1951 del Presídium del Sóviet Supremo de la URSS, se estableció que la medalla y su certificado quedarían en manos de la familia tras la muerte del beneficiario.
Fue otorgada a aproximadamente 52.540 personas. Los artistas Kabakov, Kongiser y otros participaron en la creación del dibujo de diseño de la medalla. Aunque el autor del diseño aprobado de la medalla fue el artista Nikolái Moskalev.

## Descripción
Se suponía que la medalla iba a estar hecha de acero inoxidable, pero por decreto del 27 de marzo de 1943, el material se cambió a latón. La medalla tiene la forma de un círculo regular con un diámetro de 32 mm y un borde elevado en ambos lados.
En el centro del anverso, un medallón convexo de 22 mm de diámetro que lleva los bustos de perfil izquierdo superpuestos de un marinero rojo sobre un soldado rojo con casco. En la parte inferior, sobresaliendo por debajo del borde del medallón central, la parte inferior de un ancla naval y los calzones o dos cañones de avancarga (cruzando debajo del medallón); en la parte superior, sobresaliendo del medallón central, las bocas de los dos cañones, entre ellas, un marco de 5 mm de ancho con una estrella en relieve de cinco puntas. A lo largo de la circunferencia de la medalla, entre el borde del medallón central y el borde de la medalla, la inscripción en relieve, en el lado izquierdo «POR LA DEFENSA» (en ruso: «ЗА ОБОРОНУ») y en el lado derecho «SEBASTOPOL» (en ruso: « СЕВАСТОПОЛЯ »).
En el reverso cerca de la parte superior, la imagen en relieve de la hoz y el martillo, debajo de la imagen, la inscripción en relieve en tres filas «POR NUESTRA PATRIA SOVIÉTICA» (en ruso: «ЗА НАШУ СОВЕТСКУЮ РОДИНУ»).
Todas las inscripciones e imágenes de la medalla son convexas.
La medalla está conectada con un ojal y un anillo a un bloque pentagonal cubierto con una cinta de muaré de seda de 24 mm de ancho. Inicialmente, la cinta se instaló en azul con una franja plateada longitudinal en el medio de 6 mm de ancho y dos franjas rojas de 2 mm de ancho en los bordes. Por decreto del 19 de junio de 1943, se instaló una nueva cinta de color oliva con una franja azul longitudinal en el medio de 2 mm de ancho.

## Galardonados

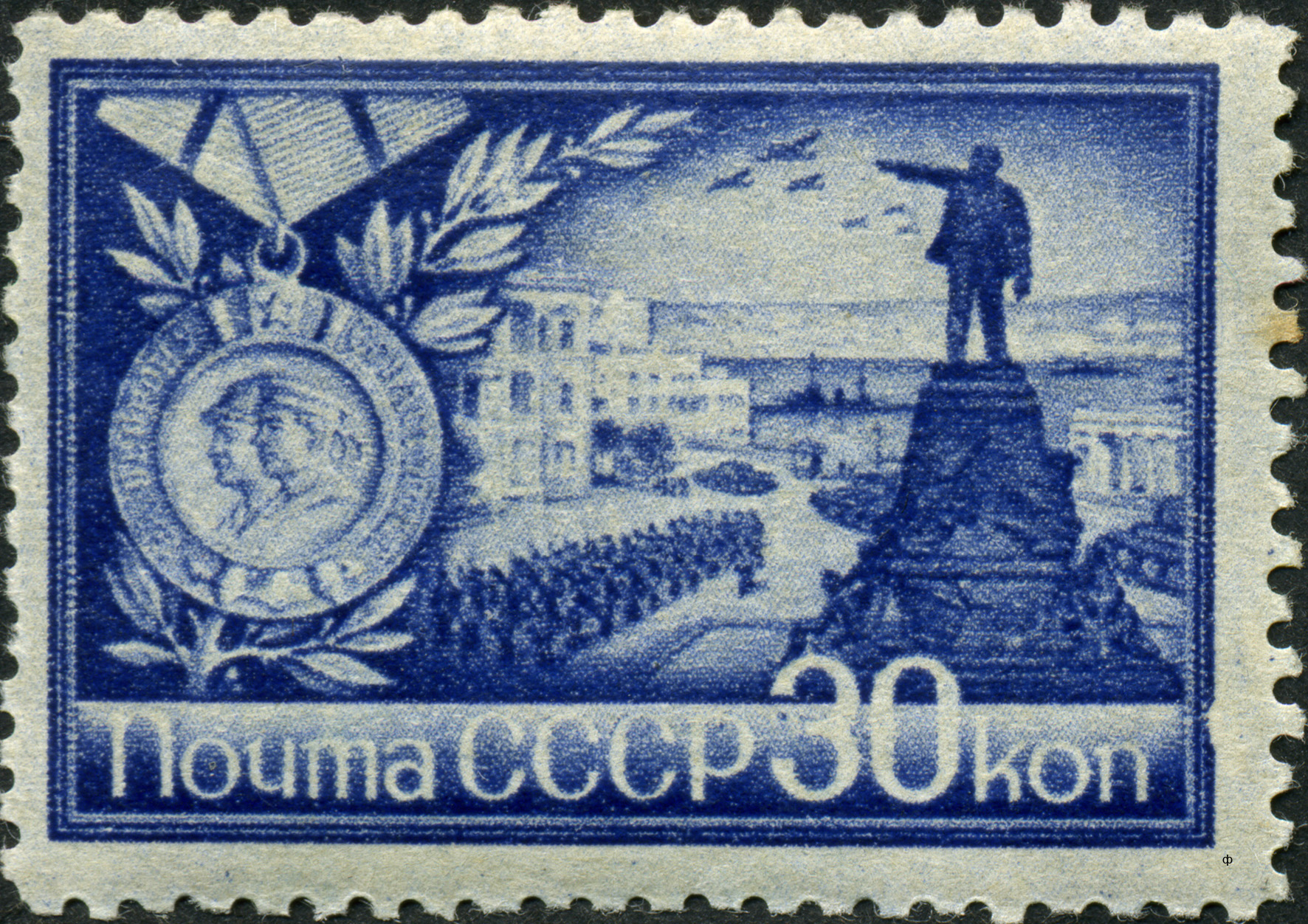
Sello postal de la URSS de la serie "Ciudades Héroicas", publicado en marzo de 1944, que representa el monumento a Lenin en Sebastopol del escultor V. Kozlov, el monumento fue destruido durante la guerra.

Lista parcial de las personas que recibieron la Medalla por la Defensa de Sebastopol.  
- Físico y director del Instituto Kurchátov Anatoli Aleksándrov
- Mariscal de la Unión Soviética Semión Budionni
- Teniente General Yákov Cherevichenko
- Mariscal de Ingenieros Archil Gelovani
- Coronel General Vasili Glagolev
- Almirante de la Flota Iván Isákov
- Fotoperiodista Yevgeni Jaldéi
- Mariscal de la Unión Soviética Nikolái Krylov
- Almirante Gordey Levchenko
- Almirante Filipp Oktyabrsky
- Francotiradora Liudmila Pavlichenko
- General de Ejército Iván Petrov
- Mariscal de la Unión Soviética Vasili Petrov
- As de la aviación soviético Vitali Popkov
- Mayor, Piloto Naval Michael Tsiselsky
- Almirante de la Flota del Mar Negro Lev Vladímirski